# دیوی جونز (دزدان دریایی کارائیب)
دیوی جونز (انگلیسی: Davy Jones) شخصیت منفی مجموعه فیلم دزدان دریایی کارائیب است که بیل نای بازیگر این شخصیت است دیوی جونز صاحب کشتی هلندی پرنده است و دشمن جک اسپارو و باربوسا هم می‌باشد او قلب خود را در صندوقچه‌ای گذاشته‌است و یک هیولای دریایی به نام کراکن دارد که به دستور دیوی جونز به کشتی‌های دیگر حمله می‌کند. وی صورتی اختاپوس مانند دارد و یک دستش مانند خرچنگ است. تمامی خدمه او کریه و از ریخت افتاده یا شبیه موجودات دریایی انسان گونه هستند. همچنین او زیر شاخک‌های سر اختاپوس مانندش کلید صندقچه اش را مخفی کرده بود.همچنین در انیمیشن باب اسفنجی شلوار مکعبی هم اسم کمد دیوی جونز امده ولی در واقع این اصطلاح در میان دزدان دریایی به معنا مرگ در دریا بوده است.